# Jevhen Mirošnyčenko
Jevhen Vitalijovyč Mirošnyčenko (in ucraino Євген Віталійович Мірошниченко?; Donec'k, 28 dicembre 1978) è uno scacchista ucraino.
Grande maestro dal 2002, nella lista Elo FIDE di luglio 2009 ha 2696 punti (37º al mondo).
Vinse il campionato ucraino nel 2003 e 2008.
Tra i principali successi della sua carriera i seguenti:
- 1999   =1º con Simen Agdestein nell'open di Cappelle la Grande
- 2003   1º nel torneo Palmira Stars di Odessa
- 2004   1º nel Neuburger open di Friburgo in Brisgovia
- 2005   1º nell'open di Smirne (ripetuto nel 2006)
- 2006   1º con 9/9 nel torneo di Bruges
- 2007   2º all'open di Cappelle la Grande, dietro a Wang Yue
- 2008   1º a Bruges con 7 ½ su 8

Ha vinto il campionato ucraino a squadre nel 2007, 2008 e 2009.